# Schweiz herrlandslag i fotboll
Schweiz herrlandslag i fotboll representerar Schweiz i fotboll på herrsidan. Laget kallas "Nati".

## Historia

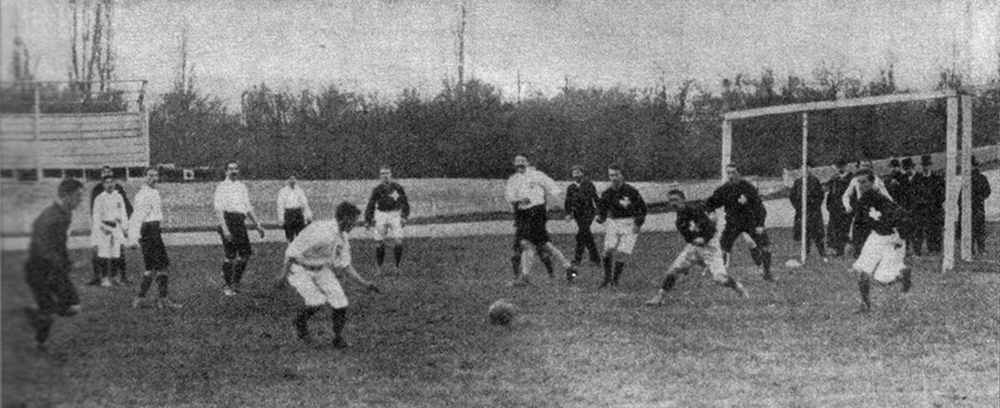
Frankrike-Schweiz (1-0) i Paris 1905.

Schweiz var tidiga med fotboll på organiserad nivå, och spelade sin första landskamp den 12 mars 1905, och förlorade mot Frankrike i Paris med 0-1. Då hade det schweiziska fotbollsförbundet funnits sedan 1895 som ett av de första fotbollsförbunden utanför Storbritannien. Under 1920-talet tog man sin hittills enda internationella medalj på A-landslagsnivå i och med OS-silver i Paris 1924.

### Schweiz i VM
Schweiz deltog i VM 1934 då turneringen hölls för andra gången och första gången i Europa. Schweiz vann den första matchen mot Nederländerna med 3-2. I den följande matchen som var kvartsfinal förlorade man mot Tjeckoslovakien som senare gick till final. I nästa VM slog man ut Stor-Tyskland som bestod av spelare från Tyskland och Österrike. Efter 1-1 i den första matchen vann Schweiz omspelet med 4-2. Noterbart var att Schweiz låg under med 2-0 mot tyskarna innan man vände och vann. Schweiz åkte sedan precis som 1934 ut mot den kommande finalisten. Denna gång var det Ungern, en av toppnationerna i Europa, som slog ut schweizarna.
1950 var Schweiz med vid återstarten av VM efter andra världskriget. I en grupp med Brasilien, Jugoslavien och Mexiko kom Schweiz trea. I gruppen gick bara ettan vidare. Storförlust mot Jugoslavien med 0-3 kostade och då räckte inte 2-2 mot Brasilien och 2-1 mot Mexiko.
1954 arrangerade Schweiz VM-turneringen och nådde en av sina större framgångar. Efter omspel mot Italien, 1954 avgjorde inte målskillnad då hade Schweiz åkt ut, gick Schweiz till kvartsfinal mot Österrike. I kvartsfinalen bjöds publiken på en av VM:s största målfester. Schweiz gjorde fem mål men det hjälpte inte, Österrike gjorde sju.
1962 slog Schweiz ut Sverige i playoff som spelades i Berlin. Men väl i VM-turneringen förlorade Schweiz samtliga matcher mot hemmalaget Chile (1-3), Västtyskland (1-2) och Italien (0-3).
1966 tog sig Schweiz till VM i England men kunde inte ta sig vidare i en svår grupp med Västtyskland, Spanien och Argentina som motståndare. Schweiz gjorde sin sämsta turnering någonsin med tre förluster och 1-9 i målskillnad. 
Under 1970- och 1980-talen hade det schweiziska landslaget en dålig period,, men vände trenden i början av 1990-talet med influenser utifrån. Den gamla tyska storspelaren Uli Stielike engagerades som förbundskapten. Stielike hade då spelat i Schweiz i slutet av sin aktiva karriär. Under Sverige-bekantingen Roy Hodgson tog sig Schweiz till VM i USA 1994. Schweiz tog sig vidare till andra omgången efter bland annat 4-1 mot Rumänien men Spanien vann åttondelen med klara siffrorna 3-0.
2005 kvalificerade sig Schweiz för VM i Tyskland 2006. Schweiz tog en playoffplats som tvåa i sin kvalgrupp efter Frankrike. I playoffen mötte man Turkiet. Efter att man vunnit den första kvalmatchen med 2-0 tog man sig vidare trots en 2-4-förlust i den andra kvalmatchen (fler bortamål). Efter matchen i Turkiet utbröt handgemäng mellan de båda landslagens spelare. År 2006, i gruppspelet, hamnade man med grannen Frankrike, Togo och Sydkorea. 0-0 blev det mot Frankrike och 2-0 mot Sydkorea och Togo. I åttondelen förlorade man med 0-3 men på straffar mot Ukraina. Före dess var det 0-0. Schweiz blev det första laget i VM-historien som inte släppte in ett enda mål.
Schweiz fick möta Chile, Spanien och Honduras i VM 2010. Schweiz vann mot blivande världsmästarna Spanien men åkte på förlust mot Chile. Man tog pinne mot Honduras men det räckte inte till att gå vidare för slutspel. Vid Världsmästerskapet i fotboll 2014 tog sig Schweiz till åttondelsfinal. Landet åkte på förlust mot Argentina som gjorde mål på övertid. Samma sak hände under Vm:et 2018 där man fick stötta på Sverige. Sverige vann matchen vi ett mål av Emil Forsberg i den 66:e matchminuten.

### Schweiz i EM
Schweiz första EM var 1996, då man bland annat slagit ut Sverige i kvalet. Schweiz hamnade i grupp A med England, Skottland och Nederländerna, i en grupp där Schweiz sågs som det svagaste laget. I första matchen spelade man 1-1 mot England, där Schweiz gjorde sitt enda mål i turneringen. I nästa match föll man mot semifinalisterna 1992 Nederländerna med 0-2. I nästa match mot Skottland var det bara en vinst som gällde. Efter 80 min stod det 0-1 till Skottland och i andra matchen stod det 4-1 till England. Schweiz var tvungen att göra fyra mål för att gå vidare. Men det blev 0-1 till Skottland och Schweiz kom sist i gruppen. Schweiz enda mål gjorde Kubilay Türkyilmaz. 2004 kvalade Schweiz in till EM efter ha missat EM 2000. Det schweiziska laget hade gått bra i kvalet, men man hamnade i en svår grupp med Frankrike, England och Kroatien. Man fick bara 0-0 mot Kroatien och förlorade med 0-3 mot England och 1-3 mot Frankrike. Schweiz enda mål i EM 2004 gjorde Johan Vonlanthen. För övrigt blev Vonlanthen den yngsta målskytten under turneringen. 
2008 anordnade Schweiz EM tillsammans med Österrike. 2008 gick bättre än 1996 och 2004. Men man förlorade mot Tjeckien (0-1) och Turkiet (1-2). I den sista matchen slog man Portugal med 2-0, men det räckte inte till en plats till kvartsfinalen. 2012 kvalade man sig inte vidare. Vid EM 2016 åkte Schweiz ut på förlust mot Polen i åttondelsfinalen på straffsparkar.

### Schweiz och Tyskland
Schweiz har en speciell plats även i den tyska fotbollshistorien. Schweiz har gjort avgörande insatser för den tyska fotbollen. 1908 var Schweiz Tysklands första landskampsmotståndare men det var 1950 som man spelade den mest betydelsefull matchen. Ett Tyskland som var isolerat efter andra världskriget fick till en början inte börja spela landskamper och inte heller något nytt medlemskap i Fifa. Schweiz var med i Fifa och var en av krafterna för att åter få med Tyskland in i den internationella fotbollen. På Schweiz initiativ fick Västtyskland 1950 komma med i Fifa och samma år spelades den första landskampen efter kriget då Schweiz gästade Västtyskland i Stuttgart. Schweiz var också motståndare när det återförenade Tyskland spelade sin första landskamp 1990.

## Nuvarande trupp
Följande 23 spelare var uttagna till Världsmästerskapet i fotboll 2018.
Matcher och mål är korrekta per den 17 juni 2018 efter matchen mot Brasilien.
| Nr | Pos. | Namn                 | Födelsedatum (ålder)      | Matcher | Mål |           | Klubb                    |
| -- | ---- | -------------------- | ------------------------- | ------- | --- | --------- | ------------------------ |
| 1  | MV   | Yann Sommer          | 17 december 1988 (29 år)  | 36      | 0   | Tyskland  | Borussia Mönchengladbach |
| 12 | MV   | Yvon Mvogo           | 6 juni 1994 (24 år)       | 0       | 0   | Tyskland  | RB Leipzig               |
| 21 | MV   | Roman Bürki          | 14 november 1990 (27 år)  | 9       | 0   | Tyskland  | Borussia Dortmund        |
|    |      |                      |                           |         |     |           |                          |
| 2  | F    | Stephan Lichtsteiner | 16 januari 1984 (34 år)   | 101     | 8   | England   | Arsenal                  |
| 3  | F    | François Moubandje   | 21 juni 1990 (27 år)      | 18      | 0   | Frankrike | Toulouse                 |
| 4  | F    | Nico Elvedi          | 30 september 1996 (21 år) | 6       | 0   | Tyskland  | Borussia Mönchengladbach |
| 5  | F    | Manuel Akanji        | 19 juli 1995 (22 år)      | 8       | 0   | Tyskland  | Borussia Dortmund        |
| 6  | F    | Michael Lang         | 8 februari 1991 (27 år)   | 25      | 2   | Schweiz   | Basel                    |
| 13 | F    | Ricardo Rodríguez    | 25 augusti 1992 (25 år)   | 54      | 5   | Italien   | Milan                    |
| 20 | F    | Johan Djourou        | 18 januari 1987 (31 år)   | 74      | 2   | Turkiet   | Antalyaspor              |
| 22 | F    | Fabian Schär         | 20 december 1991 (26 år)  | 40      | 7   | Spanien   | Deportivo La Coruña      |
|    |      |                      |                           |         |     |           |                          |
| 8  | MF   | Remo Freuler         | 15 april 1992 (26 år)     | 10      | 0   | Italien   | Atalanta                 |
| 10 | MF   | Granit Xhaka         | 27 september 1992 (25 år) | 63      | 9   | England   | Arsenal                  |
| 11 | MF   | Valon Behrami        | 19 april 1985 (33 år)     | 80      | 2   | Italien   | Udinese                  |
| 14 | MF   | Steven Zuber         | 17 augusti 1991 (26 år)   | 13      | 4   | Tyskland  | 1899 Hoffenheim          |
| 15 | MF   | Blerim Džemaili      | 12 april 1986 (32 år)     | 66      | 9   | Italien   | Bologna                  |
| 16 | MF   | Gelson Fernandes     | 2 september 1986 (31 år)  | 67      | 2   | Tyskland  | Eintracht Frankfurt      |
| 17 | MF   | Denis Zakaria        | 20 november 1996 (21 år)  | 11      | 0   | Tyskland  | Borussia Mönchengladbach |
| 23 | MF   | Xherdan Shaqiri      | 10 oktober 1991 (26 år)   | 71      | 20  | England   | Stoke City               |
|    |      |                      |                           |         |     |           |                          |
| 7  | A    | Breel Embolo         | 14 februari 1997 (21 år)  | 26      | 3   | Tyskland  | Schalke 04               |
| 9  | A    | Haris Seferović      | 22 februari 1992 (26 år)  | 52      | 12  | Portugal  | Benfica                  |
| 18 | A    | Mario Gavranović     | 24 november 1989 (28 år)  | 14      | 5   | Kroatien  | Dinamo Zagreb            |
| 19 | A    | Josip Drmić          | 8 augusti 1992 (25 år)    | 29      | 9   | Tyskland  | Borussia Mönchengladbach |

## Kända spelare
- Alain Sutter
- Alexander Frei
- Ciriaco Sforza
- Hakan Yakın
- Jakob Kuhn
- Kubilay Türkyilmaz
- Stéphane Chapuisat
- Stéphane Henchoz
- Philippe Senderos
- Tranquillo Barnetta
- Valon Behrami
- Xherdan Shaqiri